# Алал такво сунце
„Алал такво сунце” је југословенски и словеначки филм први пут приказан 11. јуна 1984. године. Режирао га је Јане Кавчич а сценарио су написали Жељко Козинц и Марко Слодњак.

## Улоге
| Глумац                  | Улога         |
| ----------------------- | ------------- |
| Матјаж Арсењук          | Мурн          |
| Рудолф Чамерник         | Кмет          |
| Евген Цар               |               |
| Дејана Демшар           | Разредничарка |
| Ленча Ференчак          | Взгојитељица  |
| Данило Горјуп           |               |
| Марко Хрен              |               |
| Полона Хрибар           |               |
| Јанез Јемец             |               |
| Весна Јевникар          | Вероника      |
| Вида Јуван              | Игралка       |
| Тина Касе               |               |
| Вилма Краточвил         |               |
| Бреда Крумпак           |               |
| Марија Лојк             | Мама          |
| Урош Мачек              | Моторист      |
| Бојан Марошевич         | Полицај       |
| Вита Маврић             | Аница         |
| Живојин Жика Миленковић | Бритвич       |

Остале улоге ▼
| Глумац         | Улога               |
| -------------- | ------------------- |
| Јања Мозетич   |                     |
| Катја Мозетич  |                     |
| Јоже Мраз      | Взгојитељ           |
| Јерца Мрзел    | Равнатељица         |
| Полона Овен    |                     |
| Санди Павлин   | Председник          |
| Вера Пер       | Социална делавка    |
| Матеја Пухар   |                     |
| Полона Рајстер |                     |
| Владимир Раник | Миха                |
| Невенка Седлар | Психологиња         |
| Бранко Стурбеј | Клемен              |
| Виолета Томић  | Водичка             |
| Матјаж Турк    | Професор математике |
| Даре Валич     | Отац                |
| Матјаж Виснар  |                     |
| Бранко Завршан | Рдечеласец          |